# Spastische Paraplegie 11
Die spastische Paraplegie 11 (SPG11) ist eine Erbkrankheit des Menschen, die zur Gruppe der komplizierten hereditären spastischen Paraplegien (HSP) gehört. Neben der die Erkrankungsgruppe definierenden spastischen Lähmung der Beine (spastische Paraparese) ist bei dieser Form ein schmales Corpus callosum (TCC, engl. thin corpus callosum) typisch.

## Klinisches Bild
Das Manifestationsalter ist variabel und reicht von 1 bis 31 Jahren. Meist manifestiert sich die Erkrankung jedoch schon bei Kindern oder im Pubertätsalter.
Die Erkrankung ist gekennzeichnet durch eine fortschreitende spastische Lähmung der Beine (spastische Paraparese) und intellektuelle Einschränkungen mit Lernschwierigkeiten. Der Intelligenzquotient ist bei allen Erkrankten mit früher Manifestation vermindert. Gelegentlich treten auch Nystagmus, sakkadierende Blickfolge, Hohlfüße und eine Skoliose auf. In Einzelfällen wurden eine Pseudobulbär-Symptomatik mit Dysarthrie und Dysphagie, eine Spastik auch der oberen Extremitäten, Blasenstörungen und eine axonale motorische oder sensomotorische Neuropathie beschrieben.
Die Betroffenen werden meist innerhalb der ersten 10–20 Jahre rollstuhlpflichtig.

## Ursache, Erbgang und Häufigkeit
Die Erkrankung wird autosomal-rezessiv vererbt. Ursächlich sind Genmutationen im SPG11-Gen, das für das Protein Spatacsin kodiert. Die SPG11 ist mit einer geschätzten Prävalenz von 1:100.000 eine der häufigsten autosomal-rezessiven hereditären spastischen Paraplegien.

## Diagnose und Therapie
Differenzialdiagnostisch kommen andere hereditäre spastische Paraplegien in Betracht, bei denen ebenfalls ein schmales Corpus callosum (HSP-TCC, hereditary spastic paraplegia with thin corpus callosum) beschrieben wurde: SPG15, SPG21, SPG32 und gelegentlich bei der SPG4 und SPG7.
Das schmale Corpus callosum kann mit der Magnetresonanztomografie nachgewiesen werden.
Die Diagnose kann molekulargenetisch gesichert werden. Eine kausale Therapie ist nicht bekannt.